# 한송희 (1982년)
한송희(본명: 김송희, 1982년 5월 3일 ~ )는 대한민국의 희극 배우이다.

## 출연작

### 방송
- 웃찾사 (SBS)
- 급식왕 (유튜브)